# Rick Dangerous
Bei Rick Dangerous handelt es sich um ein von Core Design entwickeltes Computerspiel aus dem Jump-’n’-Run-Genre. Veröffentlicht wurde es unter der Rainbird-Marke der British Telecom mit einem beigelegten Comic.

## Spielbeschreibung
Es ging darum eine kleine Heldenfigur, Rick Dangerous, durch mehrere Level zu steuern. Außer hüpfen und laufen kann der Protagonist auch Sprengladungen legen, mit einer Pistole schießen (bei beiden ist der Munitionsvorrat auf sechs Schuss beziehungsweise Sprengsätze begrenzt) und gegnerische Figuren mit einem Stöckchen betäuben. Die Präsentation des Spiels ist an die Indiana-Jones-Filme angelehnt.
Rick Dangerous kann als Vorgänger von Lara Croft gesehen werden, denn die Tomb-Raider-Serie beruht auf demselben Grundthema (Archäologen erleben spannende Abenteuer in alten Ruinen rund um die Welt) und stammt ebenfalls von Core Design.

## Schwierigkeitsgrad
Eine Besonderheit dieser Spiele ist der hohe Schwierigkeitsgrad. In den Levels sind viele Fallen eingebaut, die unweigerlich zum Tode führen, wenn sie ausgelöst werden. Der Spieler muss deshalb jedes Level durch Versuch und Irrtum lösen und sich die Fallen merken. Da nur eine begrenzte Anzahl von Leben (sechs) zur Verfügung steht und man zum Durchspielen des Spiels im ersten Level beginnen muss, kann schnell Frustration aufkommen.
Rick Dangerous erschien 1989 für folgende Plattformen:
- Atari ST
- Amiga
- C64
- MS-DOS
- Amstrad CPC
- ZX Spectrum

Des Weiteren existieren auch ein Flash-Remake für Browser und ein Fangame für Windows und Linux.

## Rick Dangerous 2
Ein Jahr später wurde der Nachfolger Rick Dangerous 2 veröffentlicht. Dieser spielt in einem futuristischen Szenario, bei dem Rick Dangerous Raumschiffe und auf fernen Planeten gelegene Stationen außerirdischer Bösewichter infiltrieren muss, um vom Oberschurken seinen Hut zurückzubekommen. Im zweiten Teil kann Rick seine Bomben auch über kurze Distanz rutschen lassen, bevor diese explodieren. Das an Indiana Jones angelehnte Erscheinungsbild des Helden aus dem ersten Teil der Spielserie weicht im zweiten Teil einem Kostüm im Stil eines Superhelden.